# Dagong Global Credit
Dagong Global Credit ist eine chinesische Ratingagentur.
Das Unternehmen erhält zwar auch staatliche Gelder, bezeichnet sich aber als davon unabhängig. Die Mitarbeiter und Teilhaber dürfen nicht im Bond- und Aktienmarkt tätig sein.
Die Bewertungen von Dagong haben keinen nennenswerten Einfluss auf die Entscheidungen der chinesischen Zentralbank.

## Geschichte
Dagong wurde 1994 von Guan Jianzhong, der auch Vorstandsvorsitzender ist, gegründet und konzentrierte sich in den Anfangsjahren auf das Rating für lokale Unternehmen. 2016 arbeiteten bei Dagong Global Credit etwa 1.300 Angestellte, der Großteil davon in China. Die Firma bewertet inzwischen auch die Kreditwürdigkeit von ausländischen Unternehmen und anderen Staaten. Dagong wurde auch in Europa aktiv; der europäische Firmensitz ist Mailand.

## Kritik
Unter allen chinesischen Rating-Agenturen hatte Dagong seit Anfang 2017 den höchsten Anteil an Heraufstufungen, was ihr den Vorwurf mangelnder Sorgfalt seitens der Behörden und Verwarnungen einbrachte. Die China Securities Regulatory Commission verbot der Agentur 2018, ein Jahr lang Anleihen zu bewerten. Dies ist die härteste Strafe, die jemals gegen eine Rating-Firma verhängt wurde. Dagongs Management sei chaotisch, hieß es seitens der Regulierungsbehörde. Von den 1744 chinesischen Emittenten, die von Dagong bis Juni 2018 bewertet wurden, wurden 97 Prozent mindestens mit AA bewertet. Außerdem gab es Vorwürfe wegen exzessiver Rating-Gebühren, was die Unabhängigkeit der Agentur in Frage stellte.